# 中の原スキー場
中の原スキー場（なかのはらスキーじょう）は、鳥取県西伯郡大山町大山にあるスキー場で、4つある大山スキー場のうちの1つである。降雪量も多く、気温の低さを利用してスノーマシンによる人工雪で天候に左右されないゲレンデ整備が可能。

## コース
4本のリフトにより、4本のコースが設定されている。

## アクセス
- 米子自動車道・山陰自動車道 米子IC、米子東ICより鳥取県道53号淀江岸本線～鳥取県道24号米子大山線
- 西日本旅客鉄道（JR西日本）山陰本線 米子駅、大山口駅より日本交通（日交バス）